# Бакулевский, Александр Сергеевич
Алекса́ндр Серге́евич Бакуле́вский (24 января 1936, Йошкар-Ола, Марийская АССР, СССР — 23 августа 2021, Йошкар-Ола, Марий Эл, Российская Федерация) — советский и российский график, Народный художник Российской Федерации (2006), автор иллюстраций к произведениям классической художественной литературы. Следовал принципам книжного оформления, выработанным В. А. Фаворским — создателем советской школы книжной иллюстрации.
Наряду с традиционными приемами в разных графических техниках использовал и новые возможности компьютерных технологий. Александр Сергеевич — мастер ксилографии. В этой технике выполнены иллюстрации к произведениям: «Повести Белкина» А. С. Пушкина, «История кавалера де Грие и Манон Леско» аббата А.-Ф. Прево, к стихам поэтов серебряного века: И. Ф. Анненского, А. А. Ахматовой, Б. Л. Пастернака, М. И. Цветаевой. Автор миниатюрных изданий произведений М. Ю. Лермонтова, Н. В. Гоголя, Ф. М. Достоевского, Л. Н. Толстого, А. П. Чехова, а также книги в ручном исполнении — романа М. А. Булгакова «Мастер и Маргарита».

## Биография
Александр Сергеевич родился в городе Йошкар-Оле Марийской АССР. Отец Бакулевский Сергей Анатольевич (1900—1992) — служащий, участник гражданской и Великой Отечественной войн. Имел способности к рисованию. С фронта приходили его письма с рисунками для маленького Саши. Мать Самойлова Мария Ивановна (1908—1989) многие годы проработала в МГПИ им. Н. Крупской. Она привила сыну любовь к художественной литературе, поэзии. «Именно из детства идет многое, необходимое художнику», говорил, уже будучи зрелым мастером, Александр Сергеевич. Занятия в изостудии дома пионеров и коллекционирование репродукций с картин художников в открытках — главные увлечения в детстве.
Летом 1955 года в составе экскурсионной группы Саша побывал в Москве, в Третьяковской галерее, и увидел лучшие произведения русских художников. Вызвали восхищение творения великих европейских мастеров на выставке картин Дрезденской галереи. По совету руководителя изостудии Петра Афанасьевича Туголукова после 10 класса Саша поступил в Казанское художественное училище на живописно-педагогическое отделение.
Со второго курса его призывают на срочную службу в Советскую Армию. Отслужив 2 года, возвращается в училище для продолжения учёбы.
В 1961 году Бакулевский закончил училище и поступил на графический факультет, отделение книжной графики Государственного института живописи, скульптуры и архитектуры имени И. Е. Репина Академии художеств СССР в Ленинграде . Молодого художника увлекла печатная графика, дающая возможность «простыми», лаконичными средствами достигать наибольшей выразительности, глубины и объёмности изображений. Технике офорта учился в мастерской у графика, профессора В. М. Звонцова. Закончил институт в 1967 году с дипломной работой в технике ксилографии — иллюстрации к повести «Барышня-крестьянка» А. С. Пушкина под руководством профессора М. А. Таранова.
Основной работой по возвращении на малую родину стало сотрудничество с книжным издательством. С его иллюстрациями вышла книга Сергея Чавайна мар. «Ото» (рус. «Роща»), марийские народные сказки, эпос мари «Югорно» и другие произведения марийской тематики. Художник работал над портретами героев труда, пробовал себя в технике акварели, линогравюры, выполнял заказы художественного фонда.
С 1967 года Александр Сергеевич — член Союза художников РФ, председатель художественного совета Марийских художественно-производственных мастерских. Как профессиональный художник сотрудничал с издательствами: «Радуга», «Детская литература», «Удмуртия», Марийским книжным издательством.
В 1977 году художник, получив заказ от издательства «Советская Россия», иллюстрировал книгу А. С. Пушкина «Барышня-крестьянка», для которой сделал новые гравюры, и был удостоен Диплома первой степени на Всероссийском конкурсе «Искусство книги» (1980).
Итогом десятилетнего творчества стала первая персональная выставка «Сто графических работ».
В 1980 году Александру Сергеевичу присуждено звание «Заслуженный деятель искусств МАССР». Следующая работа в технике ксилографии — оформление миниатюрных книжек-малюток — подарочного издания «Повести Белкина». Затем — иллюстрации к сборнику стихов А. С. Пушкина «Как наше сердце своенравно» и к роману «Евгений Онегин». Так Пушкинская тема стала главной в творчестве Бакулевского.

Пушкин помогает осмыслить главное назначение искусства: чувства добрые в людях пробуждать. Он постоянно обращает иллюстратора к этой исконной традиции великого русского искусства.
— написал график в своей публикации в журнале «Художник» 

Практически всю жизнь он иллюстрировал произведения А. С. Пушкина и считает, что именно это задало высокую планку его работе…
— И. Н. Соловьёва-Волынская (1926-2013), искусствовед, референт СХ России по графике 
В 1986 году художник получил почётное звание Заслуженный художник РСФСР, и состоялась персональная выставка, посвящённая его 50-летию. В этом же году Дипломом Академии Художеств СССР «Лучшее произведение года» были отмечены иллюстрации к роману «Манон Леско» аббата Прево.
В 1999 А. С. Бакулевский награждён «Золотой Пушкинской медалью» за вклад в развитие, сохранение и приумножение традиций отечественной культуры. Творческая и общественная жизнь художника в эти годы насыщена важными событиями. Он участник более ста отечественных и зарубежных выставок, член выставкома нескольких выставок: «Советская Россия», «Большая Волга», III Всероссийской выставки «Искусство книги», делегат III—VI съездов художников РСФСР, делегат V—VIII съездов художников СССР. Одновременно художник продолжал работать в любимой технике ксилографии. Творческая удача А. С. Бакулевского — иллюстрации к стихам и портреты поэтов серебряного века: И. Ф. Анненского, А. А. Ахматовой, Б. Л. Пастернака, М. И. Цветаевой.
«Серебряный век русской литературы в современной графике» — первая персональная зарубежная выставка А. Бакулевского совместно с другим известным графиком Николаем Ивановичем Калитой, которая состоялась в 1993 году в Вене. Затем последовали персональные выставки в Германии (Гессен, Дуйсбург, Хангу, Фленсбург, Хунген, Гамбург), Франции (Гренобль) в 1994—2000 годах.

…придут новые люди, молодые интеллектуалы с ясными головами и востребуется настоящее искусство. И слово «художник» будет начертано с большой буквы. Верь мне: так будет!
— из письма В. Н. Звонцова к А. С. Бакулевскому 
.
Слова учителя стали надёжной опорой художнику в непростые для него 1990-е годы. Изменения в издательской политике государства для Александра Сергеевича — это поиск себя в новых жанрах. В его творчестве появились монументальные живописные картины на исторические темы, серия портретов. Как произведение графического искусства малой формы, заметное место в творчестве художника занял экслибрис. Книжные знаки, выполненные по заказам коллекционеров, экспонировались на многих выставках и были отмечены наградами. Но работа над книгами не прекращалась никогда. Он проиллюстрировал и оформил 15 миниатюрных книжек классиков русской литературы, в том числе произведения: М. Ю. Лермонтова, Н. В. Гоголя, Ф. М. Достоевского, Л. Н. Толстого, А. П. Чехова, которые он издал собственными силами малым тиражом.
Особое место в творчестве Александра Сергеевича — уникальная книга в ручном исполнении — роман М. А. Булгакова «Мастер и Маргарита», выполненный в смешанной технике: тушь, перо, уголь, карандаш, акварель с использованием компьютерных технологий.
В 2004 А. С. Бакулевский получил приз «За лучший рисунок» на 79-м Международном Салоне Искусств в городе Бурж (Франция).
В 2006 году за достижения в области изобразительного искусства мастеру присуждено звание «Народный художник Российской Федерации».
В 2007 году стал лауреатом Государственной премии Республики Марий Эл.
Гравюры А. Бакулевского экспонировались на выставке Союза художников России «100 шедевров» в декабре 2007 года в Челябинске.
В 2011 году он награждён Золотой медалью «Духовность. Традиции. Мастерство» Союза художников России.
24 января 2011 года к 75-летию художника поздравительную телеграмму ему направил Президент России Дмитрий Медведев.
В это время деятельность художника получила новое направление. Военная служба в молодые годы в Забайкалье и Красноярском крае оставила яркие впечатления о Сибири. Его внимание привлекла деятельность Общественного благотворительного фонда «Возрождение Тобольска», который, занимаясь духовно-просветительской деятельностью, объединил вокруг себя учёных, писателей, деятелей культуры и людей неравнодушных к судьбе этого края. С выставки графики «Пушкиниана» в 2010 году, прошедшей в Тобольске, началось активное сотрудничество с фондом, значительно расширившее рамки творчества художника.

…я окунулся в «океан Сибирь», с наслаждением купаюсь в нём и не вижу берегов.
— из письма А. С. Бакулевского к А. Г. Елфимову
Знаменитые жители Тобольска, основатель города, воевода, губернатор, митрополиты, ссыльные, современные труженики, нефтяники — стали героями его новых рисунков. Иллюстрации к повести Валентина Распутина «Живи и помни», оформление книжки и цветных иллюстраций к сказке П. П. Ершова «Конёк-Горбунок» — плоды сотрудничества с общественным благотворительным фондом.
В последние годы художника особенно остро волновали проблемы общества, связанные с насилием, которые вылились в серию рисунков «Чёрная акварель войны», представленных на выставках в Москве, Йошкар-Оле и Грозном в 2017—2019 годах.
```
В них художник выразил весь ужас и трагизм взаимоуничтожения людей
[
28
]
.
```

Мысли о состоянии современного искусства, литературные зарисовки жизненных наблюдений, впечатления от встреч с интересными людьми, графические работы составили книгу-альбом художника «Не только графика», выпущенную Марийским книжным издательством в 2020 году.
Выставка в Национальной художественной галерее города Йошкар-Олы, посвящённая 85-летию художника, в январе — феврале 2021 года подвела итоги многолетнего творчества. Кроме широко известных работ были представлены новые произведения: чёрные акварели из серии «Телега жизни» и линогравюра — портрет А. С. Пушкина, чей гений многие годы вдохновлял и питал художника. Ими завершилась собственная Пушкиниана мастера.
Не вполне завершённой работой осталась линогравюра — триптих «Великая семья», в которой изображение Юрия Крижанича и А. С. Пушкина в окружении Н. В. Гоголя и А. Мицкевича по замыслу автора олицетворяет единение славянских культур.
Александр Сергеевич скончался на 86-м году жизни 23 августа 2021 года. Похоронен на Туруновском кладбище города Йошкар-Олы.

## Семья
Жена, сын, дочь. Сын Андрей Александрович (1962—2019) — член Союза художников России.

## Общественная работа и участие в профессиональных организациях
- 1968—1972 — член, председатель художественного совета марийских художественно — производственных мастерских[19]
- 1970—1974 — член Зонального выставкома «Большая Волга — 4»[19]
- 1970—1977 — член выставкома при Министерстве культуры МАССР[19]
- 1975—1980 — заместитель председателя Зонального выставкома «Большая Волга — 5»[19]
- 1975, 1980, 1985, 1986 — член выставкомов «Советская Россия — 5, 6, 7, 8»[19]
- 1975—1989 — член Российского выставочного комитета[1][19]
- 1976—1987 — член правления комиссии по графике Союза художников РСФСР, член жюри по Государственным премиям МАССР[19]
- 1976—1992 — член правления, секретарь правления Союза художников РСФСР[1][19]
- 1977—1982 — председатель правления Союза художников МАССР, член Йошкар-Олинского ГК КПСС[9][19]
- 1977—1992 — член правления Союза художников СССР[1][19]
- 1987—1992 — секретарь правления Союза художников СССР[1][9][19]
- 1977 — член выставкомов «Моё Нечерноземье», «60 лет Октября»[19]
- 1978—1987 — член художественного совета по сувенирам при Совете министров МАССР[19]
- 1980—1985 — член Зонального выставкома «Большая Волга-6»[19]
- 1981 — член выставкома Всероссийской выставки «По родной стране»[19]
- 1982 — член выставкома Всероссийского конкурса «Искусство книги России»[19]
- 1983—1988 — член правления комиссии по графике[19]
- 1984—1987 — председатель правления Союза художников Марийской АССР, член Ленинского РК КПСС г. Йошкар-Олы[1][19]
- 1984 — член выставкома lll Всероссийской выставки эстампа[19]
- 1986—1991 — член выставкома «Большая Волга-7»[19]
- 1987 — член выставкома «Художники и время»[19]
- председатель художественного совета марийских художественных мастерских[19],
- член областного выставкома при Министерстве культуры Марийской АССР[19]
- 1987—1988 — член выставкома lll Всероссийской выставки искусства книги[19]
- 1989 — член выставкома Всероссийской выставки эстампа[19]
- 1992 — член правления Союза художников МАССР[19]
- 1972, 1976, 1981, 1987 — делегат lll, lV, V, Vl съездов художников РСФСР[19]
- 1977, 1983, 1988, 1992 — делегат V, Vl, Vll, Vlll съездов художников СССР[19]

## Педагогическая деятельность
- 1972—1973 — преподаватель кафедры теории, истории искусств Чувашского государственного педагогического института им. И. Я. Яковлева [19]
- 1975—2006 — преподаватель Йошкар-Олинского художественного училища[1][9][19]

Ученик — Желваков Владислав Юрьевич — академик Российской Академии Художеств (2006), народный художник РФ (2007).

## Галереи, музеи, библиотеки и личные собрания, в которых имеются произведения А. С. Бакулевского
- Австрийская национальная библиотека г. Вена (Австрия)[19]
- Брянский художественный музей г. Брянск[19]
- Государственный музей изобразительных искусств имени А. С. Пушкина г. Москва[9][19]
- Всемирный музей г. Вена (Австрия)[19]
- Всероссийский музей-заповедник «Пушкинские горы» с. Михайловское, Псковская область[19]
- Государственная картинная галерея Российской Федерации г. Москва[19]
- Государственная Третьяковская галерея г. Москва[9][19]
- Государственный художественный музей им. А. Н. Радищева г. Саратов[19]
- Государственный художественный музей г. Нижний Новгород[19]
- Днепропетровский национальный исторический музей г. Днепропетровск (Украина)[19]
- Елабужский государственный музей-заповедник г. Елабуга, Республика Татарстан[19]
- Ирбитский государственный музей изобразительных искусств г. Ирбит[19]
- Иркутский областной художественный музей г. Иркутск[19]
- Калининградский областной музей изобразительных искусств г. Калининград[19]
- Магнитогорская картинная галерея г. Магнитогорск[19]
- Мордовский республиканский музей изобразительных искусств г. Саранск[19]
- Музей Анны Ахматовой г. Пушкин Ленинградская область[19]
- Музей истории искусств г. Вена (Австрия)[9][19]
- Музей мировой графики (Галерея Альбертина) г. Вена (Австрия)[19]
- Республиканский музей изобразительных искусств г. Йошкар-Ола[19]
- Тамбовская областная картинная галерея г. Тамбов[19]
- Удмуртский государственный художественный музей г. Ижевск[19]
- Центральная библиотека г. Фленсбург (Германия)[19]
- Чувашский государственный художественный музей г. Чебоксары[19]
- Шушинская картинная галерея с. Шушинское, Красноярский край[19]
- личное собрание П. Элькинда г. Дэнвил (США)[19]
- личное собрание А. Бакуменко г. Йошкар-Ола[19]
- личное собрание Б. Тенина г. Москва[19]
- личное собрание Е. М. Барке г. Вена (Австрия)[19]
- личное собрание Л. С. Бакулевской г. Йошкар-Ола[19]
- личное собрание В. Изыкина г. Йошкар-Ола[19]
- личное собрание В. Славина г. Йошкар-Ола[19]
- личное собрание Вукович г. Вена (Австрия)[19]
- личное собрание Зейферт г. Вена (Австрия)[19]
- личное собрание Кэуфера г. Дюссельдорф (Германия)[19]
- личное собрание В. В. Штыковой г. Йошкар-Ола[19]
- личное собрание Л. Горелика г. Москва[19]
- личное собрание М. Марте г. Вена (Австрия)[19]
- личное собрание И. Амалиева г. Йошкар-Ола[19]
- личное собрание Берль г. Вена (Австрия)[19]
- личное собрание Хаспеля г. Хунген (Германия)[19]
- личное собрание Цаглера г. Вена (Австрия)[19]

## Галерея работ
- Иллюстрация к книге А. С. Пушкина «Барышня-крестьянка»: ксилография. 1979 год
- Иллюстрация к повести А. Пушкина «Выстрел»: ксилография. 1983 год
- Иллюстрация к роману А. Пушкина «Евгений Онегин». Бал в дворянском собрании: цветная ксилография. 1983 год
- Иллюстрация к роману А. Пушкина «Евгений Онегин». Бал в деревне: цветная ксилография. 1983 год
- Иллюстрация к роману А. Пушкина «Евгений Онегин». В садах лицея: цветная ксилография. 1983 год
- Иллюстрация к роману А. Пушкина «Евгений Онегин». В садах лицея: цветная ксилография. 1983 год
- Монумент Воинской Славы МАССР: ксилография. 1984 год
- Манон. Гравюра на суперобложку: ксилография. 1984 год
- Манон. Побег из монастыря: ксилография. 1984 год
- Манон. Побег из монастыря: ксилография. 1984 год
- Манон. Ссылка в Америку: ксилография. 1984 год
- Манон. Ссылка в Америку: ксилография. 1984 год
- Манон: ксилография. 1985 год
- А. Пушкин. Я помню чудное мгновенье: ксилография. 1987 год
- Портрет В. Ф. Ходасевича: ксилография. 1989 год
- Портрет С. Есенина: ксилография. 1990 год
- Император Николай II с семьёй: холст, масло. 1999 год
- Экслибрис Л. С. Бакулевской: ксилография. 2000 год
- Путь на Голгофу: масло. 2001 год
- Иллюстрация к марийскому эпосу «Югорно». Песнь 18: карандаш. 2001 год
- Серия «Чёрная акварель войны». Солдатское письмо. Землянка: бумага, чёрная акварель. 2005 год
- Серия «Чёрная акварель войны». Солдатское письмо. В пути: бумага, чёрная акварель. 2005 год
- Серия «Чёрная акварель войны». Солдатское письмо. Почтальон: бумага, чёрная акварель. 2005 год
- Иллюстрация к роману М. Булгакова «Мастер и Маргарита». Свита Воланда: тушь литографская, компьютер. 2007 год
- Иллюстрация к роману М. Булгакова «Мастер и Маргарита». Полёт Маргариты и Наташи: тушь литографская, компьютер. 2007 год
- «Югорно». 4 страница обложки: акварель, компьютерная графика. 2009 год
- «Югорно». 1 страница обложки: акварель, компьютерная графика. 2009 год
- Экслибрис «И. И. Шишкин» Елабужского государственного музея-заповедника: ксилография. 2018 год
- А. Пушкин. «Она велела»: чёрная акварель. 2018 год